# Myiagra oceanica
Myiagra oceanica là một loài chim trong họ Monarchidae.